# Макаров, Максим Владимирович
Максим Владимирович Макаров (8 мая 1979) — российский футболист, полузащитник.
В 2007 году играл в первенстве КФК за молодёжную команду московского «Спартака». Во втором дивизионе первенства России играл за команды «Славянск» Славянск-на-Кубани (1999, три матча) и «Спортакадемклуб» Москва (2000—2003, 2004, 98 матчей, 4 гола).
В первой половине сезона-2004 был в составе клуба чемпионата Белоруссии «Локомотив» Витебск. Провёл 7 матчей, забил один гол за дубль. 7 июня сыграл единственный матч в чемпионате — в гостевой игре против «Знергетика-БГУ» (4:1) вышел на замену на 74-й минуте.
В 2006—2007 годах играл в ЛФЛ за «КАИТ-спорт». С сезона 2011/12 — игрок ЛФЛ 8х8.